# 戸木町
戸木町（へきちょう）は、三重県津市の町丁。本項ではかつて同区域に存在した一志郡戸木村（へきむら）についても記す。

## 地理
津市の南東部、雲出川の左岸、伊勢自動車道・久居インターチェンジの西側一帯にあたる。町名に冠称は付かないが、2006年まで久居市に属した。北で神戸・野田・片田田中町、東で久居明神町・久居中町・久居万町・久居西鷹跡町・久居元町、南で久居小戸木町・一志町庄村・一志町高野、西で庄田町・森町・片田町・片田井戸町に接する。東端を伊勢自動車道が縦貫し、久居インターチェンジの敷地の一部が所在する。東西を国道165号が横断し、東部で三重県道658号片田井戸久居線が、西部で三重県道659号上稲葉羽野線が分岐する。また、北西端を三重県道55号久居河芸線が掠める。北部に風早池があり、南部の一部は住居表示が実施されて青葉台となっている。

### 河川
- 雲出川
- 蛇川
- 大谷川

### 湖沼
- 風早池

## 歴史
- 幕末時点では一志郡戸木村であった。「旧高旧領取調帳」の記載によると久居藩領。
- 明治4年7月14日（1871年8月29日） - 廃藩置県により久居県の管轄となる。
- 明治4年11月22日（1872年1月2日） - 第1次府県統合により安濃津県の管轄となる。
- 明治5年3月17日（1872年4月24日） - 安濃津県が改称して三重県となる。
- 1889年（明治22年）4月1日 - 町村制の施行により、近世以来の戸木村が単独で自治体を形成。
- 1955年（昭和30年）3月1日 - 戸木村が久居町・桃園村・七栗村・稲葉村・榊原村と合併し、改めて久居町が発足。
- 1970年（昭和45年）8月1日 - 久居町が市制施行して久居市となる。
- 2006年（平成18年）1月1日 - 久居市が津市・安芸郡河芸町・芸濃町・美里村・安濃町・一志郡香良洲町・一志町・白山町・美杉村と合併し、改めて津市が発足、同市戸木町となる。

## 世帯数と人口
2019年（令和元年）6月30日現在の世帯数と人口は以下の通りである。
| 町丁   | 世帯数    | 人口    |
| ------ | --------- | ------- |
| 戸木町 | 1,502世帯 | 3,084人 |

### 人口の変遷
国勢調査による人口の推移
| 2010年（平成22年） | 3,325人 | [ 5 ] |  |
| 2015年（平成27年） | 3,224人 | [ 6 ] |  |

### 世帯数の変遷
国勢調査による世帯数の推移
| 2010年（平成22年） | 1,178世帯 | [ 5 ] |  |
| 2015年（平成27年） | 1,266世帯 | [ 6 ] |  |

## 学区
市立小・中学校に通う場合、学区は以下の通りとなる。
| 小学校                            | 中学校           |
| --------------------------------- | ---------------- |
| 津市立誠之小学校 津市立戸木小学校 | 津市立久居中学校 |

## 交通

### 鉄道路線
中勢鉄道
- 鉄道線（1943年廃止）
  - 戸木駅 - 羽野駅

### バス
三重交通
- 榊原線
  - 15系統：津駅前 - 三重会館 - 阿漕駅口 - 青谷 - 久居駅 - 戸木口 - 上垣内 - 下村 - 榊原車庫前
  - 16系統：津駅前 - 三重会館 - 阿漕駅口 - 青谷 - 久居駅 - 戸木口 - 上垣内 - 上稲葉 - 榊原車庫前

津市コミュニティバス
- 稲葉ルート
  - 久居総合支所 - 三重中央医療センター - 戸木口 - もくもくハウス - 稲葉ふれあい会館 - 榊原出張所
- ふれあい会館ルート
  - 久居総合支所 - 三重中央医療センター - 戸木口 - 栗葉出張所 - 稲葉ふれあい会館
- 榊原ルート
  - 久居総合支所 - 三重中央医療センター - 戸木口 - 栗葉出張所 - 榊原出張所 - 八知山 / 一之坂集会所（終端部は上下で順路が異なる）

### 道路
- 伊勢自動車道
  - 久居インターチェンジ（敷地の一部のみ）
- 国道165号
- 三重県道55号久居河芸線
- 三重県道658号片田井戸久居線
- 三重県道659号上稲葉羽野線

## 施設
- 久居戸木郵便局
- 三重県立久居高等学校
- 津市立戸木小学校
- 津市立戸木幼稚園
- 風の丘藤水保育園
- 風早団地
- 桃園団地
- 久居墓園
- 陸上自衛隊久居演習場
- LIXIL久居工場
- 伊勢温泉ゴルフクラブ
- 観音寺
- 大蔵寺
- 願行寺

## その他

### 日本郵便
- 郵便番号 : 514-1138[3]（集配局：津中央郵便局[8]）。